# توئین لیکس (واشینگتن)
توئین لیکس (به انگلیسی: Twin Lakes) یک منطقهٔ مسکونی در ایالات متحده آمریکا است که در واشینگتن واقع شده‌است. توئین لیکس ۱۰٫۸ کیلومتر مربع مساحت و ۵۹ نفر جمعیت دارد و ۷۹۰ متر بالاتر از سطح دریا واقع شده‌است.